# Euphorbia meyeriana
Euphorbia meyeriana là một loài thực vật có hoa trong họ Đại kích. Loài này được Galushko mô tả khoa học đầu tiên năm 1970.